# Edingen (Edingen-Neckarhausen)

Wappen von Edingen

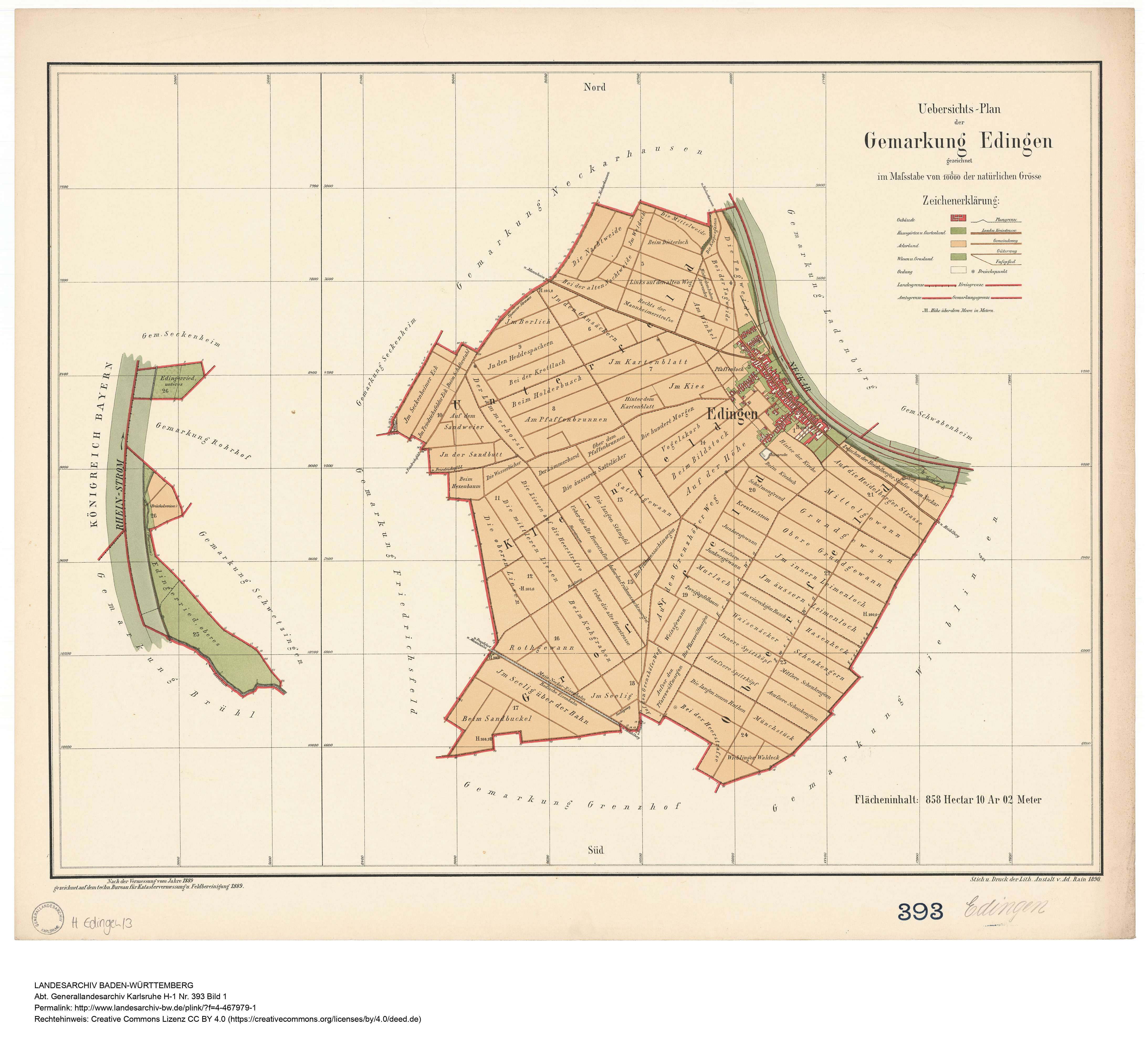
Plan der Gemarkung von 1889

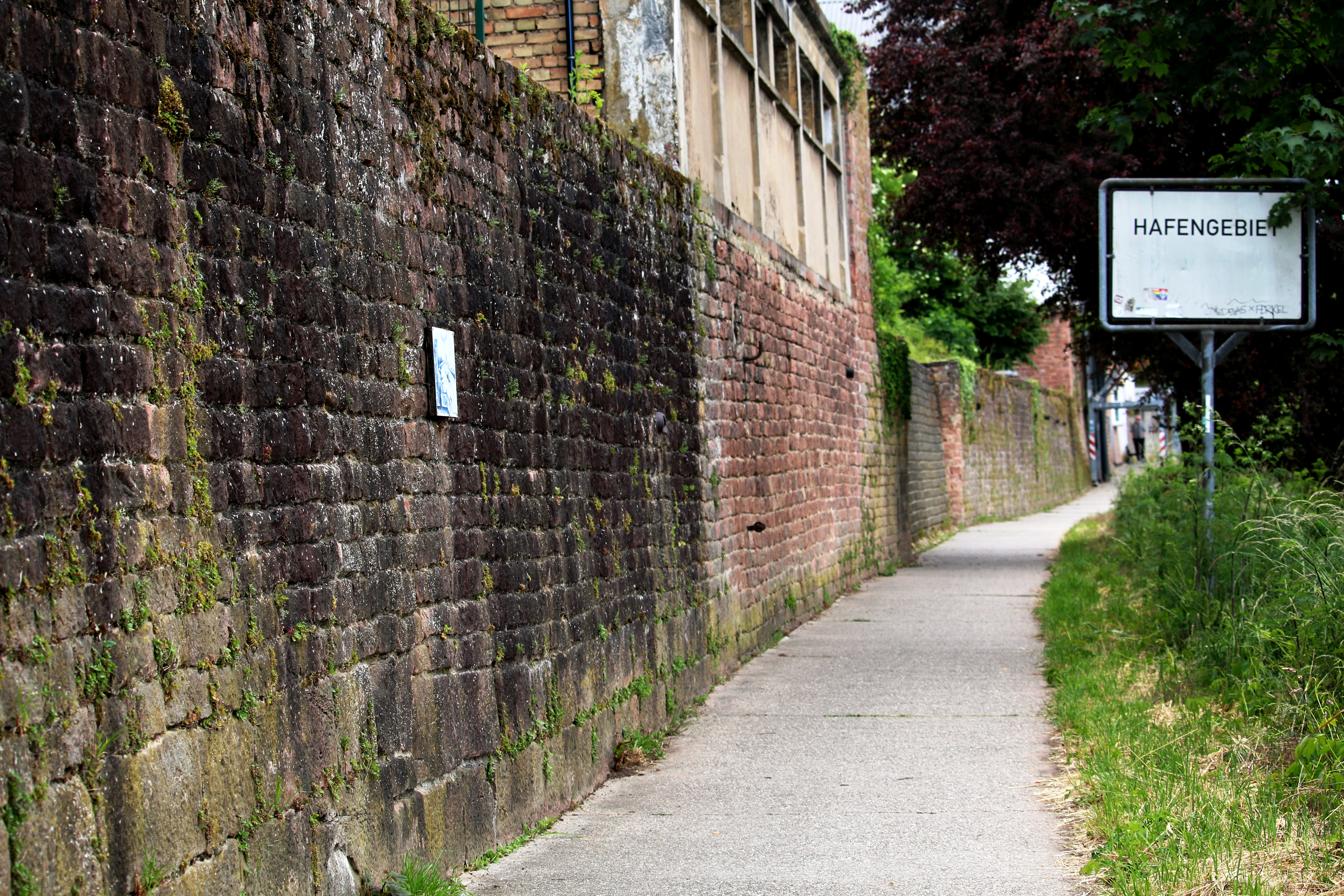
Am Hafen von Edingen

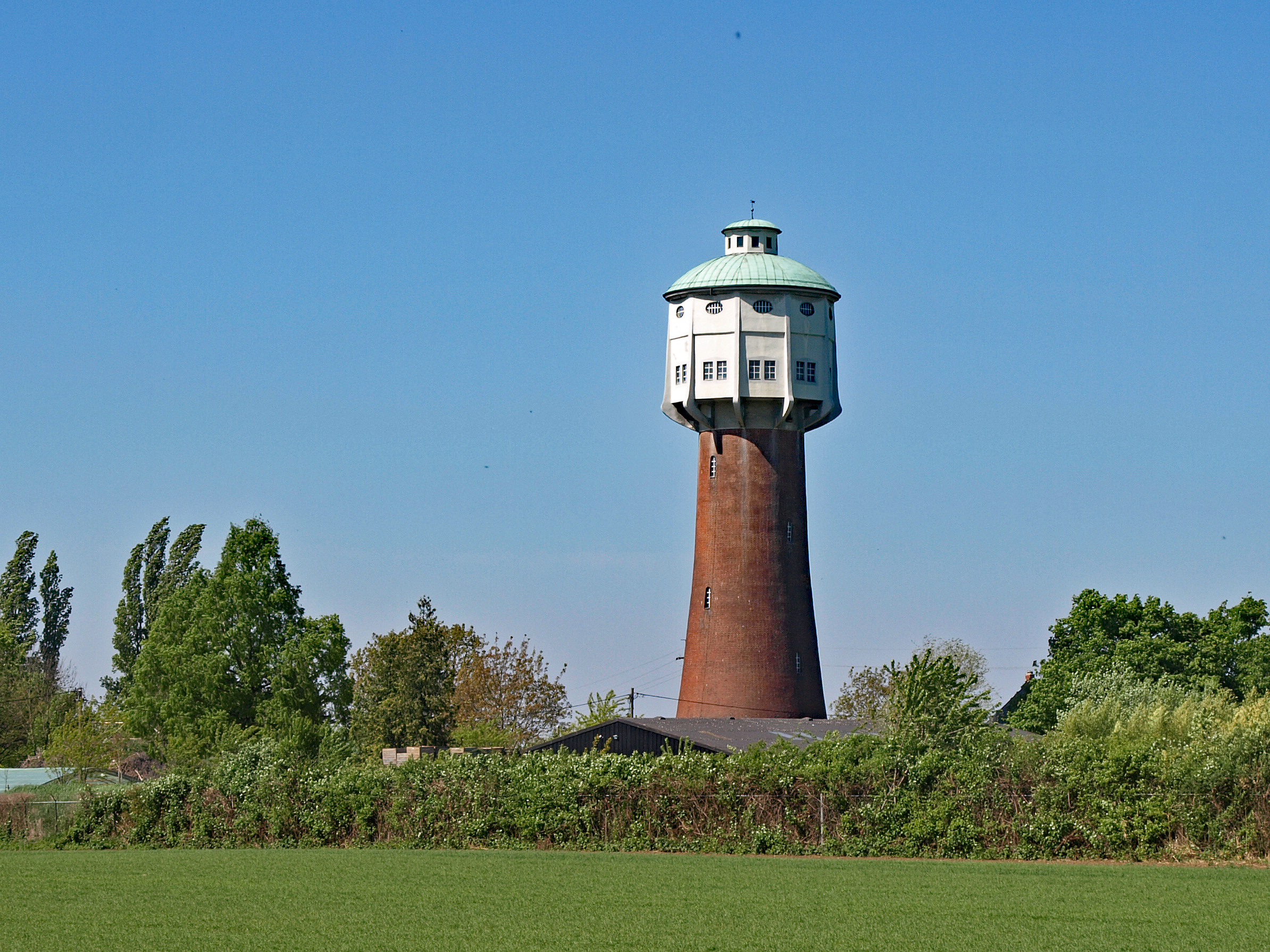
Der Wasserturm von Edingen

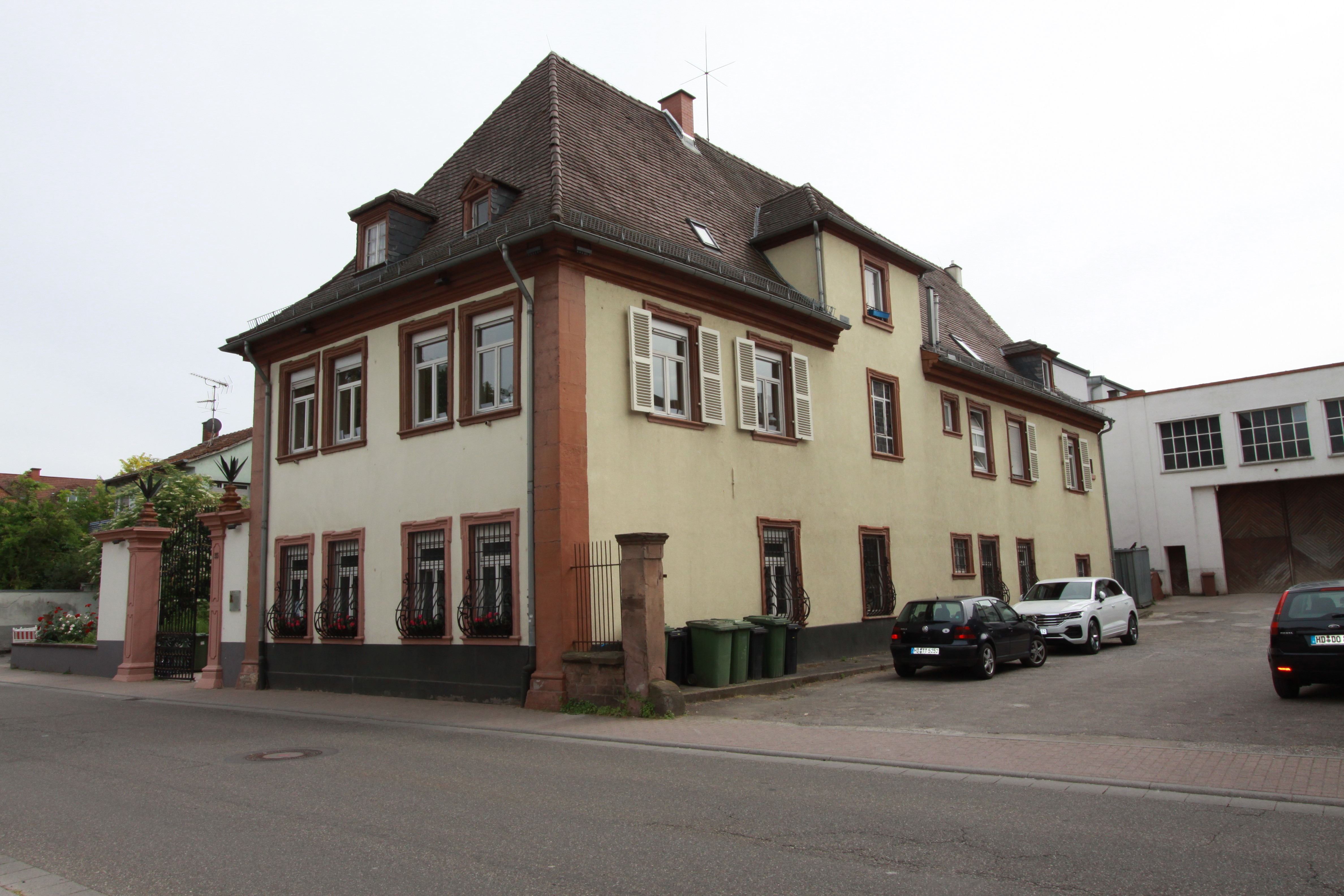
Das Edinger Schlösschen

Edingen ist eine Ortschaft im Nordwesten von Baden-Württemberg. Es bildet heute den südlichen Teil der Gemeinde Edingen-Neckarhausen im Rhein-Neckar-Kreis.

## Geographie
Den Kern von Edingen bildet ein Straßendorf am linken Ufer des Neckars. Im Zuge der Erweiterung in der Neuzeit wuchs der Ort, der in der Oberrheinischen Tiefebene liegt, großflächig in südöstlicher und westlicher Richtung. Eine Besonderheit bildet Neu-Edingen, das räumlich getrennt vom Ort liegt.
Benachbarte Gemeinden (auch ehemalige) sind, beginnend im Südosten und dann im Uhrzeigersinne, Wieblingen, Grenzhof, Friedrichsfeld, Seckenheim und Neckarhausen sowie Ladenburg und Schwabenheim auf der gegenüberliegenden Seite des Neckars. Hinzu kommt eine zweiteilige Exklave am rechten Ufer des Rheins, das Edinger Ried. Es grenzt an Seckenheim, Brühl, Rohrhof und Schwetzingen.

## Geschichte
Dass die Gegend rund um Edingen bereits früh besiedelt war, beweisen mehrere Reihengräber im Südwesten sowie ein einzelnes Grab aus der Zeit der Merowinger beim Edinger Hof.
Urkundlich erstmals erwähnt wurde Edingen 765 als -ing-Ort, dessen Name sich von einem Edo ableitet. Im frühen Mittelalter lag die Grundherrschaft bei Worms und Lorsch, fiel dann aber im späten 12. Jahrhundert an die Kurpfalz. Zu Beginn des 13. Jahrhunderts wurde ein eigener Ministerialenadel erwähnt. Mit der Auflösung der Kurpfalz 1803 kam Edingen zu Baden.

## Verwaltungszugehörigkeit
Zu Zeiten der Kurpfalz gehörte Edingen zur Kirchheimer Zent und dem Oberamt Heidelberg. In Baden kam Edingen  zum Amt Schwetzingen, bei dessen Auflösung 1924 zum Bezirksamt und später zum Landkreis Mannheim.

## Verkehr
Edingen hat am Neckar einen kleinen Hafen, der primär von einer Mälzerei genutzt wird.
Dem zentralen Straßenverkehr dient die Hauptstraße. Sie war früher ein Teil der B 37, die Heidelberg mit Mannheim verbindet. Mittlerweile ist sie zu einer Landesstraße herabgestuft worden. Im Schienenverkehr zu erreichen ist Edingen durch die ehemalige OEG, an deren Strecke von Mannheim nach Heidelberg der Ort einen Bahnhof hat. Sie wird heute von einer Straßenbahn der RNV bedient. Eine in Edingen abzweigende Strecke über Neckarhausen nach Seckenheim war 1969 eingestellt worden.
Nordwestlich des Ortes verläuft die Eisenbahnstrecke von Frankfurt nach Heidelberg. An ihr liegt der Trennungsbahnhof Neu-Edingen/Mannheim-Friedrichsfeld.

## Historische Bauwerke
Es gibt in Edingen sowohl eine evangelische als auch eine katholische Kirche. Hinzu kommen ein Wasserturm sowie das Edinger Schlösschen, das 1761 entstanden ist.

### Denkmalschutz

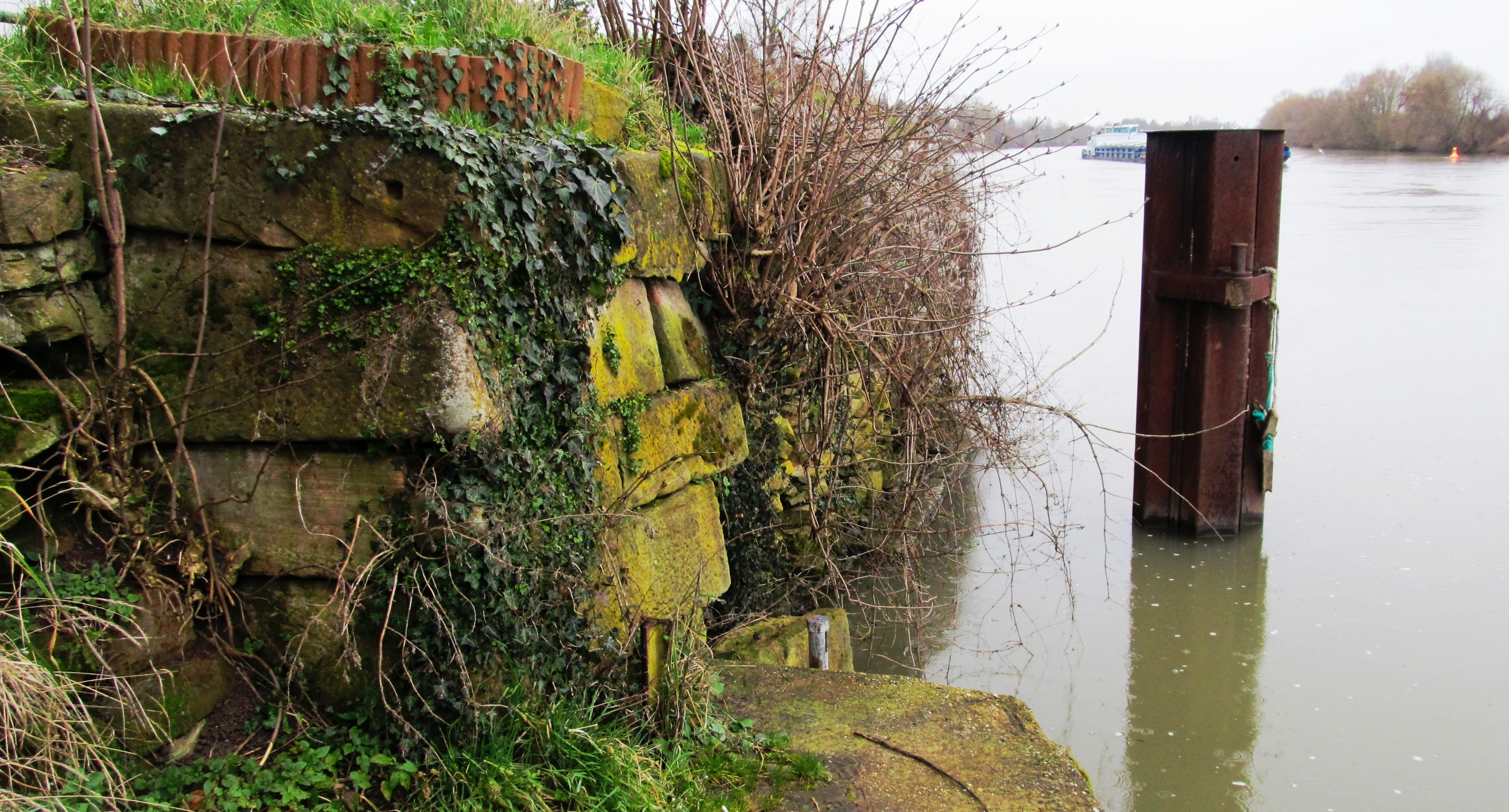
Der Eisbrecher von Edingen

Unter Denkmalschutz steht im Ort der Eisbrecher von Edingen.